# Shikigami

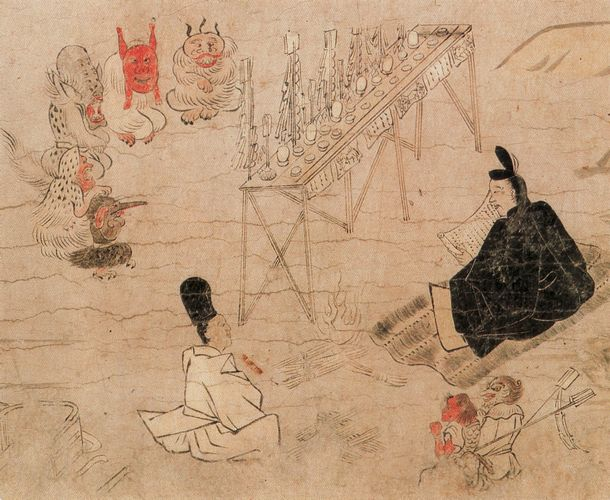
Der Onmyōji Abe no Seimei mit zwei Shikigami (unten rechts im Bild)

Shikigami (jap. 式神; „Zeremoniengott“), auch Shiki no kami (式神; „Gott der Zeremonien“) oder auch Shikishin (識神; „Zeremoniengeist“), ist die Bezeichnung für ein fiktives Wesen aus der japanischen Mythologie. Es wird zur Gruppe der Kami (神; „Gottheit“, „Naturgeist“) und Yūrei (幽霊; „Gespenst“) gezählt.

## Beschreibung
Der Glaube an Shikigami entspringt dem Onmyōdō-Kult. Diesem zufolge muss ein Shikigami durch eine komplexe und aufwändige Zeremonie beschworen werden. Für gewöhnlich sollen sie unsichtbar sein, können aber auch Gestalt annehmen und diese nach Belieben, oder nach dem Willen ihres Beschwörers, ändern. Meist erscheinen sie dann als kleine Tiere oder Vögel. Um unsichtbaren Shikigami Form verleihen und sie kontrollieren zu können, werden sie oft in gefaltete und/oder kunstvoll zurechtgeschnittene Papierfiguren gebannt. Die Macht eines Shikigami ist von den spirituellen Kräften und Kenntnissen seines Meisters abhängig. Allerdings wird Shikigami nachgesagt, dass sie auch für den Beschwörer gefährlich sein können, da sie bei längerem Bestehen oder unsachgemäßer Handhabung und Führung ein Eigenleben entwickeln, sich nach und nach der Kontrolle ihres Meisters entziehen und diesen dann bestenfalls verlassen oder ihn schlimmstenfalls anfallen und töten.

## Funktion
Shikigami werden der Folklore nach dazu genutzt, gefährliche oder riskante Aufträge auszuführen, wie etwa Spionage, Diebstahl und/oder Feindverfolgung. Ist ein Shikigami-Beschwörer besonders bewandert in seinen Künsten, kann sein Shiki von Tieren und sogar von Menschen Besitz ergreifen und diese dann steuern. Shikigami werden aber auch als Orakelgeister beschworen und ausgesandt, um für den Beschwörer auszukundschaften, ob ihr Gegenüber besonders gutherzig oder besonders böse und heimtückisch ist und eventuell etwas gegen den Beschwörer ausheckt. So dienen Shikigami ihrem Beschwörer als Schutzgeister und Talismane.

## Shikigami in der modernen Subkultur
In modernen Anime-Serien und Fantasy-Romanen, wie zum Beispiel Inuyasha, Nura – Herr der Yōkai und Chihiros Reise ins Zauberland, sind Shikigami häufig anzutreffen. In „Inuyasha“ werden sie oft als traditionelle Papierfiguren dargestellt, wie sie beispielsweise als kleine Männchen umherwuseln und im Kampf für Ablenkung sorgen, als magische Nachbildungen von Inuyasha und Kagome auf ihre Vorbilder losgehen, oder als Imitationen von Dämonen Inuyasha wiederholt in die Irre führen. In „Chihiros Reise ins Zauberland“ erscheinen die Shikigami als Papiervögel, die Chihiros Freund Haku angreifen. In „Nura - Herr der Yōkai“ werden Shikigami im Kampf gegen Dämonen eingesetzt.